# Пупков, Евгений Борисович
Евгений Борисович Пупко́в (18 января 1976, Усть-Каменогорск, Казахская ССР — 24 июля 2021) — казахстанский хоккеист, защитник.
Воспитанник усть-каменогорской хоккейной школы, тренер Николай Мышагин.
Представлял Казахстан на нескольких мероприятиях, включая зимние Олимпийские игры 2006 года в Турине и чемпионат мира по хоккею с шайбой 2006 года в Риге.
В чемпионате России отыграл 469 матчей.
Умер 24 июля 2021 года от осложнений коронавирусной инфекции. За 3 недели до смерти был назначен на должность старшего тренера ХК «Алматы».